# Persida Karadziordziewić

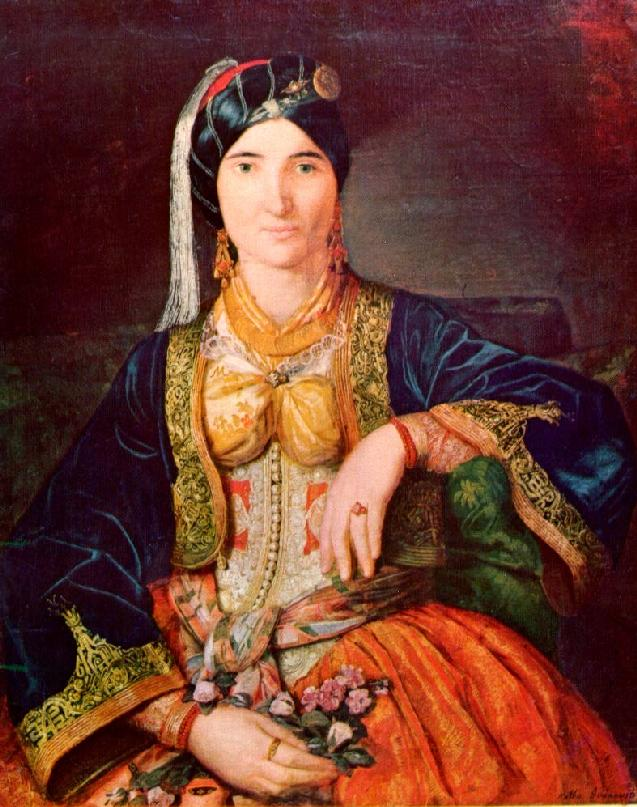
Księżna Persida na portrecie pędzla pierwszej malarki serbskiej Katariny Ivanović

Persida Karadziordziewić,  z d. Nenadović (serb. Персида Карађорђевић, ur. 15 lutego 1813 w Brankovinie, zm. 29 marca 1873 w Wiedniu) – serbska księżna, małżonka Aleksandra Karadziordziewicia, matka Piotra I Karadziordziewicia.

## Życiorys
Była córką wojewody Jevrema Nenadovicia i jego małżonki Jovanki zd. Milovanović. W wieku siedemnastu lat poślubiła Aleksandra Karadziordziewicia. Ich ślub miał miejsce w Chocimiu w Besarabii, gdzie Karadziordziewić uczył się. W 1842 Aleksander został księciem serbskim. Małżonka wspierała go i doradzała mu podczas wdrażania reform w Serbii. Sprzyjała rozwojowi kultury. W 1847 utworzyła w Belgradzie pierwszy teatr serbski. Była również fundatorką świątyń prawosławnych, z jej inicjatywy wzniesiono cerkiew św. Eliasza w Sokobanji oraz cerkiew Wniebowstąpienia Pańskiego w Mionicy.
W 1858 parlament zmusił jej męża do zrzeczenia się tronu. Małżeństwo osiadło w prywatnym majątku w pobliżu Temesváru. Księżna Persida zmarła w 1873 w Wiedniu.

## Rodzina
W małżeństwie Persidy i Aleksandra Karadziordziewiciów urodziło się dziesięcioro dzieci:
- Poleksja (1833-1914), wyszła za mąż za polityka Konstantina Nikolajevicia;
- Kleopatra (1835-1855), wyszła za mąż za Milana Petronijevicia;
- Aleksja (1836-1841),
- Svetozar (1841-1847),
- Piotr (1844-1921), król Serbii od 1903, król Serbów, Chorwatów i Słoweńców od 1918, żonaty z Zorką Czarnogórską;
- Helena (1846-1867), wyszła za mąż za Djordje Simicia;
- Andrzej (1848-1864),
- Elżbieta (ur. i zm. 1850),
- Jerzy (1856-1889),
- Arsen (1859-1938), ożenił się z księżną Aurorą Diemidową[2].